# Barleria mairei
Barleria mairei là một loài thực vật có hoa trong họ Ô rô. Loài này được H.Lév. mô tả khoa học đầu tiên năm 1913.